# Campionato Sammarinese (2005/2006)
W sezonie 2005/2006 rozegrano 21. edycję najwyższej klasy rozgrywkowej piłki nożnej w San Marino – Campionato Sammarinese. W sezonie brało udział 15 zespołów. Tytułu nie obroniła drużyna FC Domagnano. Nowym mistrzem San Marino został zespół SS Murata.

## Drużyny

### Grupa A
- SS Cosmos (Serravalle)
- FC Domagnano (Domagnano)
- SC Faetano (Faetano)
- SS Folgore/Falciano (Serravalle)
- SP La Fiorita (Montegiardino)
- SS San Giovanni (Borgo Maggiore)
- SP Tre Fiori (Fiorentino)
- SP Tre Penne (Serravalle)

### Grupa B
- SP Cailungo (Borgo Maggiore)
- FC Fiorentino[1] (Fiorentino)
- AC Juvenes/Dogana (Serravalle)
- AC Libertas (Borgo Maggiore)
- SS Murata (San Marino)
- Pennarossa Calcio (Chiesanuova)
- SS Virtus (Acquaviva)

## Wyniki sezonu

### Grupa A
|    | Klub             | Pkt | M  | Z  | R | P  | G+ | G- | +/- |
| -- | ---------------- | --- | -- | -- | - | -- | -- | -- | --- |
| 1. | Tre Fiori        | 47  | 21 | 14 | 5 | 2  | 37 | 12 | +25 |
| 2. | Domagnano        | 42  | 21 | 12 | 6 | 3  | 52 | 23 | +29 |
| 3. | Tre Penne        | 39  | 21 | 11 | 6 | 4  | 27 | 15 | +12 |
| 4. | Folgore/Falciano | 31  | 21 | 9  | 4 | 8  | 22 | 25 | -3  |
| 5. | La Fiorita       | 28  | 21 | 7  | 7 | 7  | 31 | 35 | -4  |
| 6. | Faetano          | 21  | 21 | 6  | 3 | 12 | 32 | 40 | -8  |
| 7. | Cosmos           | 20  | 21 | 5  | 5 | 11 | 13 | 22 | -9  |
| 8. | San Giovanni     | 5   | 21 | 1  | 2 | 18 | 13 | 60 | -47 |

### Grupa B
|    | Klub           | Pkt | M  | Z  | R | P  | G+ | G- | +/- |
| -- | -------------- | --- | -- | -- | - | -- | -- | -- | --- |
| 1. | Murata         | 49  | 20 | 15 | 4 | 1  | 49 | 20 | +29 |
| 2. | Pennarossa     | 42  | 20 | 12 | 6 | 2  | 38 | 19 | +19 |
| 3. | Libertas       | 33  | 20 | 10 | 3 | 7  | 42 | 22 | +20 |
| 4. | Virtus         | 25  | 20 | 7  | 4 | 9  | 23 | 33 | -10 |
| 5. | Juvenes/Dogana | 17  | 20 | 3  | 8 | 9  | 27 | 44 | -17 |
| 6. | Cailungo       | 16  | 20 | 4  | 4 | 12 | 11 | 25 | -14 |
| 7. | Fiorentino     | 14  | 20 | 3  | 3 | 14 | 30 | 52 | -22 |

|  | Play-off na PucharUEFA 2006/07 Pierwsza runda kwalifikacyjna |

## Wyniki play-off

### Pierwsza runda
Klub z drugiego miejsca, zagra z zespołem z trzeciego miejsca z przeciwnej grupy.
| Domagnano  | 1-4 | Libertas  |
| Pennarossa | 2-3 | Tre Penne |

### Druga runda
Zwycięzca pierwszej grupy zagra z klubami z pierwszych miejsc z każdej grupy.
| Tre Fiori | 1-0 | Tre Penne |
| Murata    | 3-1 | Libertas  |

### Trzecia runda
Przegrani z pierwszej oraz drugiej rundy grają ze sobą. Przegrani z tej rundy są eliminowani
| Tre Penne | 5-3 | Domagnano  |
| Libertas  | 0-2 | Pennarossa |

### Czwarta runda
Zwycięzcy z drugiej grupy będą grać z pozostałymi. Zwycięzcy awansują do finałów, a przegrani do półfinałów
| Tre Fiori | 0-1 | Murata |

Zwycięzcy trzeciej grupy grają z innymi i przegrany jest eliminowany.
| Tre Penne | 2-3 | Pennarossa |
|           | (D) |            |

### Półfinał
Zwycięzca awansuje do finału a przegrany odpada.
| Tre Fiori | 1-2 | Pennarossa |

### Finał
| 11 maja 2006 | SS Murata Alex Gasperoni 18' | 1:0 | SS Pennarossa | Stadion Olimpijski, Serravalle |
|              |                              |     |               |                                |